# Teodot I Kassiteras
Teodot I Kassiteras, gr. Θεόδοτος Α' Κασσιτέρας (ur. ok. 760, zm. 821 w Konstantynopolu) – ekumeniczny patriarcha Konstantynopola w latach 815–821. 

## Życiorys
Pochodził z arystokratycznego rodu Melissenos, blisko spokrewnionego z cesarską dynastią izauryjską i znanego ze swych sympatii do ikonoklazmu. Ojcem Teodota był Michał Melissenos, którego siostra była żoną cesarza Konstantyna V Koprоnima. Pochodził z miasta Kassitera w północnej Grecji (stąd przydomek).
Mimo iż nie miał żadnego przygotowania teologicznego (był oficerem, a według średniowiecznych kronik był wręcz analfabetą), Teodot został wybrany na urząd patriarchy 1 kwietnia 815 pod naciskiem cesarza Leona V. Wkrótce po swym wyborze Teodot przewodził zwołanemu przez cesarza Leona w cerkwi Hagia Sophia ikonoklastycznemu synodowi. Zadecydowano na nim o zniesieniu postanowień soboru nicejskiego II (787 r.), który zezwolił na kult obrazów, postanowiono także podjąć akcję usuwania ikon, choć w dość ograniczonym wymiarze. Zdecydowano, iż część ikon może pozostać w miejscach publicznych, jednak pod warunkiem, iż nie będzie można palić przed nimi świeczek. W końcowej deklaracji synodu zapisano jednakże, iż uczestnicy synodu – w odróżnieniu od pierwszych ikonoklastów z połowy VIII w. – nie uważają ikon za uosobienie bóstwa.
Po zamordowaniu 25 grudnia 820 r. Leona, Teodot koronował na cesarza jego następcę, Michała II. Zmarł wkrótce później, na początku 821 r. W tradycji prawosławnej uważany jest za uzurpatora, który odsunął od władzy prawowitego patriarchę Nicefora, dlatego też na kolejnych synodach, już po oficjalnym przywróceniu w Bizancjum kultu ikon, Teodot był wyklinany i potępiany. 